# Raffaelea variabilis
Raffaelea variabilis är en svampart som beskrevs av B. Sutton 1975. Raffaelea variabilis ingår i släktet Raffaelea och familjen Ophiostomataceae.   Inga underarter finns listade i Catalogue of Life.